# Thomas Waitz
Thomas Alexander Waitz (Vienna, 16 maggio 1973) è un politico, agricoltore biologico e silvicoltore austriaco, membro dei Verdi e co-presidente del Partito Verde Europeo..
Waitz è stato eurodeputato per l'Austria nell'VIII legislatura dal novembre 2017. A seguito della Brexit divenne nuovamente europarlamentare dal 31 gennaio 2020, quando all'Austria fu assegnato un ulteriore seggio.

## Biografia
Waitz è figlio di un ferroviere. Dal 1994 lavora come agricoltore e silvicoltore nella Stiria meridionale. Ha tre figli.

### Carriera politica
Membro del partito I Verdi in Stiria, Waitz è stato eletto nel marzo 2017 al congresso dei Global Greens di Liverpool del 2017 come membro della presidenza del Partito Verde Europeo. In queste vesti è stato responsabile delle relazioni con i partiti ecologisti di Repubblica Ceca, Slovenia, Polonia, Ungheria e Albania e del sostegno alla creazione di partiti verdi in Croazia, Macedonia, Montenegro e Serbia.
Il 10 novembre 2017 Waitz subentrò alla compagna di partito Ulrike Lunacek, dimissionaria al Parlamento europeo. Come eurodeputato è stato membro della commissione per l'agricoltura e lo sviluppo rurale dove ha partecipato ai negoziati per le linee della Politica Agricola Comune della UE per il 2021–2027.
La sua azione politica si concentra sull'agricoltura e tematiche ad essa legate come la qualità e la sicurezza dei generi alimentari, la protezione degli animali e la lotta ai cambiamenti climatici, ma anche sul pacifismo, in particolare battendosi per un divieto a livello europeo delle armi nucleari. Nel 2016 depositò in un'azione dimostrativa dei rami d'albero infestati dai coleotteri della corteccia davanti alla Landhaus di Graz, e nel 2018 partecipò all'arresto da parte della polizia stiriana di alcuni trafficanti di animali.
A seguito delle elezioni europee del 2019 dovette attendere la Brexit e l'abbandono dell'Eurocamera da parte degli eurodeputati britannici per poter iniziare il suo mandato di europarlamentare.
Il 10 novembre 2019 Waitz è stato eletto assieme all'ecologista belga Evelyne Huytebroeck co-presidente del Partito Verde Europeo.